# Vrbica, Čoka
Vrbica (izvirno srbsko Врбица; madžarsko Egyházaskér) je naselje v Srbiji, ki upravno spada pod Občino Čoka; slednja pa je del Severnobanatskega upravnega okraja.

## Demografija
V naselju živi 335 polnoletnih prebivalcev, pri čemer je njihova povprečna starost 45,9 let (43,5 pri moških in 48,0 pri ženskah). Naselje ima 173 gospodinjstev, pri čemer je povprečno število članov na gospodinjstvo 2,34.
To naselje je v glavnem madžarsko (glede na popis iz leta 2002), a v času zadnjih treh popisov je opazno zmanjšanje števila prebivalcev.
|  |

| Demografija | Demografija     | Demografija     |
| Leto        | Št. prebivalcev | Št. prebivalcev |
| ----------- | --------------- | --------------- |
|             |                 |                 |
|             |                 |                 |
|             |                 |                 |
|             |                 |                 |
| 1948        | 1214            |                 |
| 1953        | 1363            |                 |
| 1961        | 1220            |                 |
| 1971        | 988             |                 |
| 1981        | 654             |                 |
| 1991        | 548             | 546             |
| 2002        | 408             | 404             |
|             |                 |                 |

| Etnična sestava po popisu iz leta 2002 | Etnična sestava po popisu iz leta 2002 | Etnična sestava po popisu iz leta 2002 | Etnična sestava po popisu iz leta 2002 | Etnična sestava po popisu iz leta 2002 |
| -------------------------------------- | -------------------------------------- | -------------------------------------- | -------------------------------------- | -------------------------------------- |
| Madžari                                | Madžari                                |                                        | 372                                    | 92,07%                                 |
| Srbi                                   | Srbi                                   |                                        | 11                                     | 2,72%                                  |
| Jugoslovani                            | Jugoslovani                            |                                        | 11                                     | 2,72%                                  |
| Hrvati                                 | Hrvati                                 |                                        | 4                                      | 0,99%                                  |
| Neznano                                | Neznano                                |                                        | 2                                      | 0,49%                                  |

levo|мини|150п|Католичка црква у селу.